# Christiane Vienne
 (janvier 2022).
Si vous disposez d'ouvrages ou d'articles de référence ou si vous connaissez des sites web de qualité traitant du thème abordé ici, merci de compléter l'article en donnant les références utiles à sa vérifiabilité et en les liant à la section « Notes et références ».
Pour les articles homonymes, voir Vienne.
Christiane C.Gh. Vienne (né à Mouscron le 18 juillet 1951) est une femme politique belge francophone, membre du Parti socialiste.
Licenciée en politique économique et sociale de l'Université catholique de Louvain (Louvain-la-Neuve), elle est Ministre wallonne de la Santé, des Affaires sociales et de l’Égalité des chances de 2004 à 2007, et sénatrice de juillet 2007 à juin 2010. En juin 2010, elle devient Députée Fédérale.

## Biographie
Christiane Vienne est née le 18 juillet 1951, à Mouscron.
Très tôt sensibilisée aux problématiques sociales, elle découvre le secteur associatif et le militantisme, et s’engage progressivement dans l’action citoyenne et politique.
Elle obtient une licence en Sciences politiques, économiques et sociales à l’Université de Louvain-la-Neuve en 1991 et travaille au Forem de Tournai, avant de s’investir au sein du Mouvement Ouvrier Chrétien, dont elle deviendra secrétaire fédérale en 1996.
Elle est élue conseillère communale à Mouscron en 1995.
Son parcours professionnel l’a amenée à être confrontée aux injustices sociales, et son action en tant que secrétaire fédérale du MOC se concentre sur la lutte contre les discriminations, l’inégalité sociale et l’exclusion.

## Parcours politique
En 2002, le président du Parti socialiste, Elio Di Rupo, souhaite ouvrir les listes du PS au monde associatif : il propose à Christiane Vienne de figurer sur la liste des candidats au Sénat. Au cours de sa campagne, Christiane Vienne développe les thèmes qui lui tiennent à cœur : valorisation des services publics, garantie des droits sociaux et de l’accès à la santé, protection des consommateurs, lutte contre les discriminations.
Christiane Vienne siège au Sénat de 2003 à 2004, année où elle est désignée Ministre de la Santé, des Affaires sociales et de l’Égalité des chances au sein du gouvernement wallon.
Elle quitte ses fonctions ministérielles en 2007 et entame une seconde mandature au Sénat.  Elle y est vice-présidente de la Commission Finances et Économie, et du Groupe de Travail consacré au vieillissement de la population.
Elle siège également au sein de :
- la Commission des Affaires sociales
- le Comité d’Avis pour l’Égalité des Chances entre les femmes et les hommes
- la Commission chargée de suivi du Comité R (comité permanent de contrôle des services de renseignements et de sécurité)
- la Commission spéciale chargée d’examiner la crise financière et bancaire
- le Groupe de travail « Espace ».

Élue députée fédérale en juin 2010, Christiane Vienne est membre des Commissions suivantes en tant que membre effectif :
- Commission des Affaires sociales
- Commission des Finances et du Budget
- Commission des Relations extérieures
- Commission spéciale du Climat et du Développement durable

Elle siège également dans l'Assemblée Parlementaire de l'Organisation pour la Sécurité et la Coopération en Europe (OSCE), et est membre suppléant de la Commission de la Santé publique, de l'Environnement et du renouveau de la Société, ainsi que du Comité d'avis chargé des Questions européennes.
Dans son travail législatif, elle soutient la régulation des secteurs financiers, une meilleure protection des consommateurs, un accès étendu aux soins de santé, et la lutte contre les discriminations.
Christiane Vienne est membre du bureau national du PS ; au sein du parti, elle est présidente de la Commission Aînés. 
Elle est depuis 2007 présidente de Présence et Action Culturelles-Mouscron (PAC), et Vice-Présidente de l'IEG (Intercommunale d'Étude et de Gestion) depuis août 2010.
Depuis mars 2011, Christiane Vienne est devenue la Présidente du Centre d'Action Laïque de Mouscron, et siège dans le Conseil d'Administration de la Maison de la Laïcité de Mouscron.

## Vie professionnelle
- Députée wallonne (2014-)
  - Sénatrice déléguée par le parlement de la C.F.
- Députée fédérale (2010-2014)
- Vice-Présidente de l'IEG (2010-)
- Présidente du Centre d'Action Laïque de Mouscron (2011-)
- Sénatrice cooptée (2007-2010)
- Ministre wallonne de la Santé, de l’Action sociale et l'Égalité des chances (2004-2007)
- Sénatrice cooptée (2003-2010)
- Directrice adjointe au cabinet du Ministre Rudy Demotte
- Secrétaire fédérale du MOC du Hainaut Occidental
- Conseillère communale de 1995-1997
- Instructrice en gestion de projets du Forem de Tournai
- Grand Maître de la G.L.M.F. 2021[1]